# Pronous tuberculifer
Pronous tuberculifer là một loài nhện trong họ Araneidae.
Loài này thuộc chi Pronous. Pronous tuberculifer được Eugen von Keyserling miêu tả năm 1881.